# Kanye West
Kanye West (właśc. Ye, urodzony jako Kanye Omari West 8 czerwca 1977 w Atlancie) – amerykański raper, artysta, wokalista, producent muzyczny, projektant mody  oraz kandydat na prezydenta Stanów Zjednoczonych w 2020 roku. Uznawany jest za jedną z najważniejszych gwiazd muzyki popularnej XXI wieku.
Rozpoznawalność w przemyśle zyskał dzięki dokonaniom producenckim w wytwórni Roc-A-Fella Records; rozgłos przyniósł mu w szczególności wkład w album The Blueprint Jaya-Z. Początkowo jego styl produkcji utworów polegał na zapożyczaniu sampli wokalnych z piosenek soulowych, a następnie łączeniu ich z jego własnymi kompozycjami instrumentalnymi. W kolejnych latach West poszerzał swoją paletę muzyczną, czerpiąc inspirację z R&B lat 70., barokowego popu, trip hopu, rocka stadionowego, folku, synth popu, a także muzyki alternatywnej, elektronicznej i klasycznej.
Debiutancki album Westa, The College Dropout, miał premierę w 2004 roku. Rok później ukazała się jego druga płyta – Late Registration. Kolejne wydawnictwa studyjne Kanye objęły: Graduation (2007), 808s & Heartbreak (2008) oraz My Beautiful Dark Twisted Fantasy (2010). W sierpniu 2011 roku miała miejsce premiera Watch the Throne, pierwszego albumu kolaboracyjnego w twórczości Kanye, nagranego w duecie z Jayem-Z. Wszystkie albumy Westa spotkały się z pozytywnymi ocenami krytyków; każdy z nich uzyskał ponadto status co najmniej platynowej płyty w Stanach Zjednoczonych. Raper jest również zdobywcą dwudziestu czterech nagród Grammy. Z wyjątkiem The College Dropout, pięć kolejnych albumów Kanye zadebiutowało na szczycie Billboard 200. West uznany został za 3. artystę dekady 2000–2009 pod względem cyfrowej sprzedaży singli, jako że 5 jego piosenek znalazło co najmniej 3 miliony nabywców w Internecie. W sumie cyfrowa sprzedaż utworów Westa w Stanach Zjednoczonych wynosi ponad 25 milionów kopii; dzięki temu, zajmuje 2. miejsce na liście artystów z największą liczbą zakupionych cyfrowo piosenek.
Witryna About.com umieściła Kanye Westa na 8. miejscu listy najlepszych hip hopowych producentów muzycznych. W 2008 roku MTV wyróżniła go jako „najlepszego MC w grze”. W 2010 roku ta sama stacja telewizyjna nadała Westowi tytuł Mężczyzny Roku MTV. Z kolei magazyn Billboard uznał Kanye za 3. najlepszego producenta dekady 2000–2009, a BET umieściła go na 3. miejscu listy najwybitniejszych raperów XXI wieku.
West prowadzi własną wytwórnię płytową GOOD Music, z którą kontrakty posiadają tacy artyści, jak m.in.: John Legend, Common oraz Kid Cudi. Symbolem i znakiem rozpoznawczym Westa jest tzw. „Dropout Bear” – pluszowy miś, którego wizerunek zdobił okładki trzech albumów i kilku singli rapera; sam miś pojawiał się także w jego wideoklipach.

## Młodość
Kanye Omari West urodził się w Atlancie, w stanie Georgia. Jego rodzice rozwiedli się, gdy ten miał trzy lata. W konsekwencji, Kanye przeprowadził się wraz z matką do Chicago. Jego ojciec, Raymond „Ray” West, w przeszłości członek Czarnych Panter, był wielokrotnie nagradzanym, jednym z pierwszych czarnoskórych fotoreporterów pracujących dla The Atlanta Journal-Constitution. Obecnie zajmuje się doradztwem chrześcijańskim. Matka Westa, dr Donda West, wykładała literaturę angielską na Clark Atlanta University, a także stała na czele katedry literatury angielskiej na Chicago State University; Donda porzuciła karierę naukową, by pełnić funkcję menadżerki Kanye. West dorastał w środowisku typowej klasy średniej, uczęszczając do Polaris High School w Oak Lawn na przedmieściach Chicago. Zapytany o swoje oceny, odpowiedział: „Dostawałem piątki i szóstki. I nie udaję.” Podczas nauki w szkole, Kanye produkował utwory dla lokalnych artystów.
West uczęszczał na zajęcia sztuki w American Academy of Art; rozpoczął również studia na Chicago State University, jednak przerwał je, aby w pełni poświęcić się karierze muzycznej.

## Kariera muzyczna

### 1996–2003: początki kariery
Pierwsze profesjonalne produkcje w działalności Westa pochodzą z 1996 roku i obejmują osiem piosenek, jakie Kanye wyprodukował na debiutancki album rapera Grava, Down to Earth. Mimo iż płyta okazała się komercyjnym fiaskiem, West stopniowo zwiększał swoją renomę w środowisku muzycznym, współpracując z coraz popularniejszymi artystami. W latach 1998–1999 produkował utwory m.in. dla: Jermaine’a Dupri, Foxy Brown i Goodie Mob.
Przełom w karierze Kanye nastąpił w 2000 roku, kiedy to związał się z wytwórnią Roc-A-Fella Records, produkując utwory dla należących do niej artystów. Wśród jego produkcji z tego okresu pochodzi chociażby dobrze przyjęty utwór „This Can’t Be Life” Jaya-Z, wydany na albumie The Dynasty: Roc La Familia.
Po zacieśnieniu współpracy z Jayem-Z, West był jednym z producentów jego albumu The Blueprint z 2001 roku. Wśród utworów, za które odpowiadał był główny singel z płyty – „Izzo (H.O.V.A.)”, a także utwory „Heart of the City (Ain’t No Love)” oraz „Takeover” (diss przeciwko Nasowi i duetowi Mobb Deep); od tego czasu, Kanye kilkakrotnie pracował z Mobb Deep i Nasem.
Produkcje Westa z The Blueprint spotkały się z uznaniem ze strony krytyków muzycznych, nadając mu miano jednego z najbardziej cenionych producentów muzycznych w branży hiphopowej. Status ten uzyskał zanim zyskał sławę jako raper i artysta solowy. W latach 2002–2003 Kanye współpracował m.in. z: Nasem, Scarface’em, Mos Defem, T.I., Ludacrisem i raperem DMX. Jednocześnie kontynuował działalność producencką dla Roc-A-Fella Records, a także odpowiadał za cztery piosenki Jaya-Z wydane na kontynuacji The Blueprint, The Blueprint²: The Gift & The Curse.
W 2003 roku West zaangażowany był w spór finansowy dotyczący piosenki „Heartbeat” rapera Royce da 5’9”, wydanej na jego albumie Build & Destroy: The Lost Sessions, a wyprodukowanej przez Kanye. West twierdził, że Royce nigdy nie zapłacił za stworzone przez niego bity; zamiast tego, nagrał utwór i umieścił go na swojej płycie. W efekcie, Kanye ogłosił, że nigdy więcej nie będzie współpracował z Royce da 5’9”. Po kilku latach, w 2007 roku, sprawę skomentował Royce, twierdząc, że problemem był brak komunikacji między nimi.
Po osiągnięciu sukcesu jako producent, West zaczął dążyć do rozwoju kariery jako artysta solowy. Wciąż napotykał jednak przeszkody na drodze do podpisania kontraktu z wytwórnią płytową. Chris Anokute, odpowiedzialny w tamtym okresie za A&R w Def Jam, przyznał, że Kanye przedstawiał mu dema swojego materiału solowego przy okazji każdej wizyty w jego biurze. Z kolei Jay-Z wytłumaczył, że Roc-A-Fella była początkowo niechętna wesprzeć Westa w roli rapera, widząc go przede wszystkim w roli producenta muzycznego. Wiele wytwórni uważało ponadto, że West nie odniesie takiego sukcesu komercyjnego, jak raperzy, którzy reprezentują „wizerunek uliczny”, dominujący w kulturze hip hopowej.
Ostatecznie, Kanye podpisał kontrakt z wytwórnią Roc-A-Fella. Kariera Westa jako artysty solowego rozpoczęła się wraz z jedną zwrotką, w której rapował na albumie The Blueprint²: The Gift & The Curse Jaya-Z.

### 2004–2005:The College DropoutiLate Registration
23 października 2002 roku West, wracając do domu ze studia nagraniowego, uczestniczył w poważnym wypadku samochodowym; wydarzenie stanowiło inspirację dla jego pierwszego w karierze singla – „Through the Wire”.

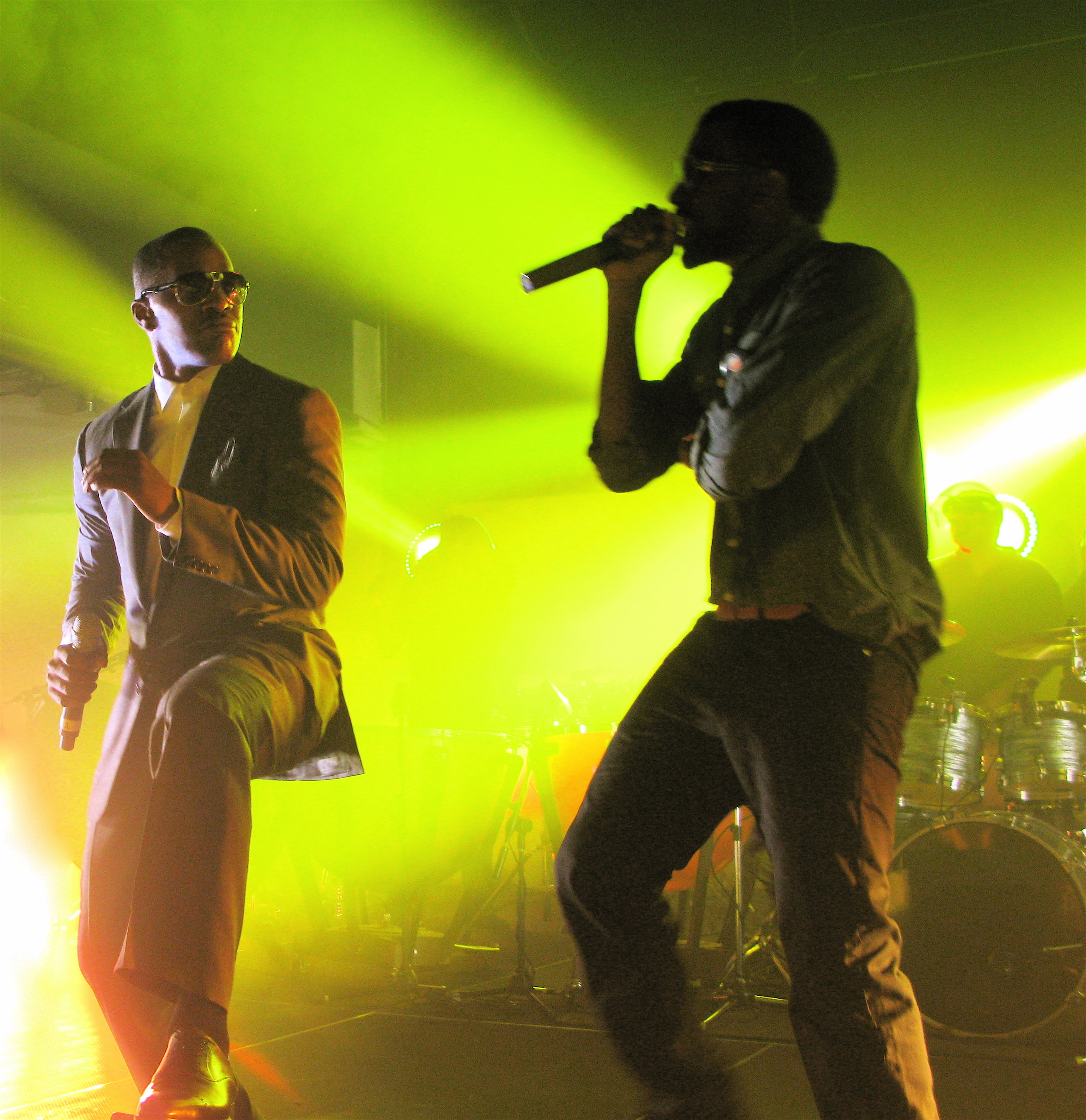
West i Jamie Foxx wykonujący „Gold Digger” podczas konwencji Partii Demokratycznej w Denver, w stanie Colorado

W lutym 2004 roku premierę miał debiutancki album studyjny Kanye, The College Dropout, który został pozytywnie przyjęty przez krytyków oraz szeroką publiczność. Z albumu pochodzi utwór „Jesus Walks”, w którym West mówi o swojej głębokiej wierze; raper wykonywał piosenkę podczas licznych wystąpień, a w tym w ramach koncertu charytatywnego Live 8 w Filadelfii. Płyta zdefiniowała styl, z którego słynie raper, a który obejmuje liczne gry słów oraz sampling. Do artystów, którzy gościnnie pojawili się na albumie należą m.in.: Jay-Z, Ludacris, Consequence, Talib Kweli, Mos Def i Common. The College Dropout uzyskał status trzykrotnie platynowej płyty według RIAA, rozchodząc się w Stanach Zjednoczonych w ponad 3 milionach egzemplarzy. Ponadto, The College Dropout okrzyknięty został mianem najlepszego albumu roku 2004 przez Rolling Stone, The Village Voice i Spin. Magazyn Time wyróżnił płytę jako jeden ze stu najlepszych albumów wszech czasów. Z kolei XXL w swojej retrospektywnej edycji przyznał The College Dropout perfekcyjną ocenę „XXL”, którą wcześniej otrzymało zaledwie szesnaście płyt. Entertainment Weekly uznał The College Dropout za najlepszy album dekady 2000–2009. The College Dropout zyskał siedem nominacji do nagród Grammy, wygrywając ostatecznie w dwóch kategoriach.
Kompletując drugi album solowy, West współpracował z amerykańskim kompozytorem muzyki filmowej, Jonem Brionem. Late Registration miał premierę 30 sierpnia 2005 roku i, podobnie jak poprzednik, został bardzo przychylnie odebrany przez recenzentów; wybrany został najlepszą płytą roku przez liczne publikacje, a w tym USA Today, The Village Voice, Spin i Time. Magazyn Rolling Stone umieścił Late Registration na szczycie listy najlepszych wydawnictw 2005 roku, opisując go jako „absurdalnie wirtuozowski klasyk hip hopu”. Jednocześnie wydawnictwa Kanye Westa zajmowały szczyty list najlepszych albumów roku 2004 i 2005 według Rolling Stone, The Village Voice i Spin przez dwa kolejne lata z rzędu. Late Registration okazał się również sukcesem komercyjnym, rozchodząc się w premierowym tygodniu w ponad 860 tysiącach kopii w Stanach Zjednoczonych i debiutując na szczycie Billboard 200. W sumie album znalazł ponad 3 miliony nabywców na rynku amerykańskim, uzyskując status trzykrotnie platynowej płyty. Late Registration przyniósł Westowi osiem nominacji do nagród Grammy, między innymi w kategoriach album roku oraz nagranie roku (za „Gold Digger”).

### 2007–2009:Graduationi808s & Heartbreak

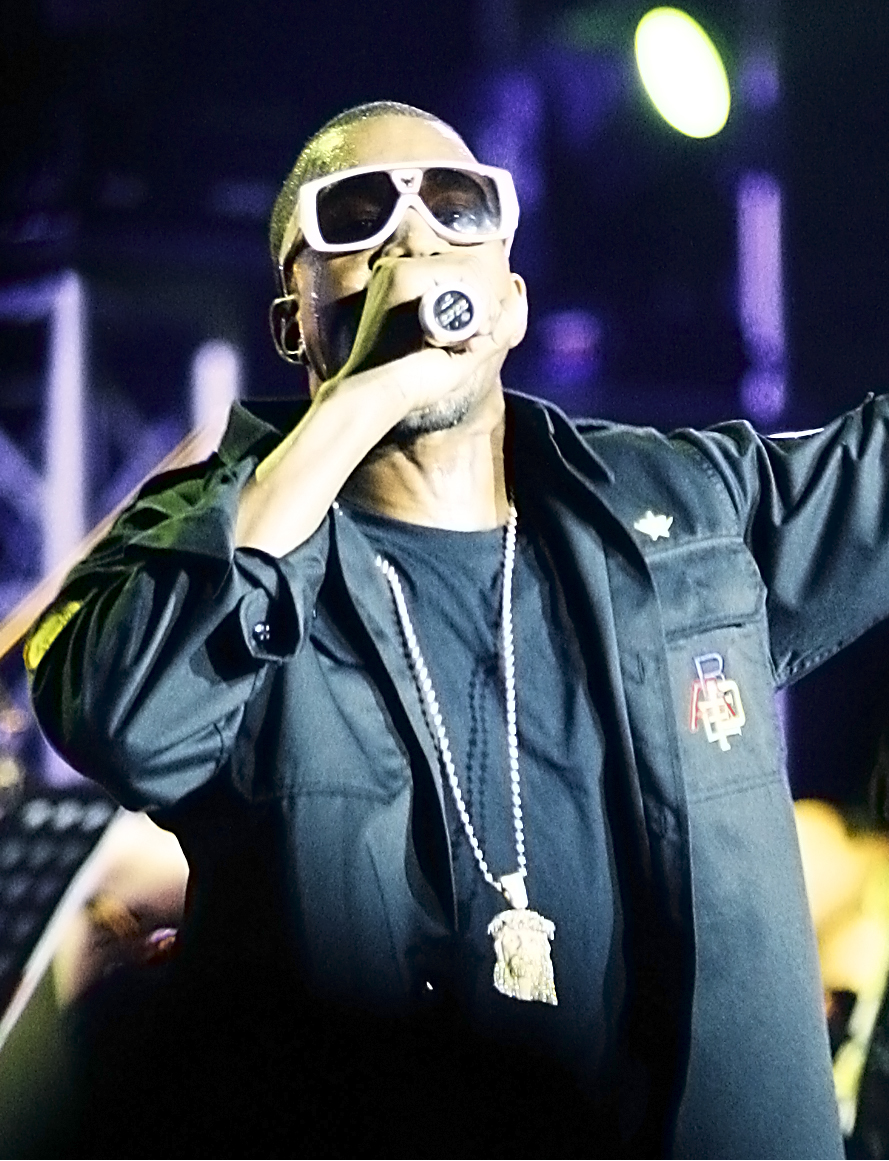
West podczas koncertu w Kuala Lumpur, w Malezji, w 2007 roku

Na początku 2007 roku opublikowany został nowy utwór Westa – „Classic (Better Than I’ve Ever Been)”, a media przyjęły, że może on być pierwszym singlem z kolejnego albumu rapera. Jednak firma Nike szybko wyjaśniła, że piosenka powstała z myślą o rocznicy wprowadzenia na rynek modelu obuwia Air Force 1. 25 marca 2007 roku Kanye i jego ojciec Ray West wsparli Światowy Dzień Wody uczestnicząc w wydarzeniu Walk for Water.
W 2007 roku, po dwuletniej przerwie, Kanye powrócił do roli kolumnisty w dziale mody magazynu Complex. 7 lipca West wystąpił wraz z The Police i Johnem Mayerem podczas amerykańskiego koncertu w ramach akcji Live Earth.
W lipcu 2007 roku West podjął decyzję o zmianie daty wydania Graduation – jego trzeciego albumu studyjnego, z pierwotnego 18 września, na 11 września, czyli ten sam termin, w którym premierę miała płyta Curtis 50 Centa. W odpowiedzi, 50 Cent zadeklarował, że jeśli Graduation rozejdzie się w pierwszym tygodniu w większej liczbie kopii niż Curtis, zaprzestanie on tworzenia nowych albumów solowych. Ostatecznie jednak 50 Cent wycofał się ze swoich słów. W dniu premiery sprzedaż Graduation wyniosła 437 tysięcy egzemplarzy, wzrastając do 957 tysięcy kopii po upływie pierwszych siedmiu dni w Stanach Zjednoczonych. Dzięki temu, album zadebiutował na szczycie Billboard 200. Od tego czasu, uzyskał status podwójnie platynowej płyty, znajdując ponad 2 miliony nabywców na rynku amerykańskim. Graduation wybrany został albumem roku 2007 przez USA Today oraz  Entertainment Weekly. Album przyniósł Kanye osiem nominacji do nagród Grammy, zdobywając ostatecznie trzy statuetki. Podczas ceremonii West zaśpiewał dwa utwory: „Stronger” (z Daft Punk) oraz „Hey Mama” (na cześć niedawno zmarłej matki).
W sierpniu 2007 roku West pojawił się gościnnie w serialu telewizji HBO Ekipa, wykorzystując go jako platformę dla premiery swojego nowego singla – „Good Life”, podczas napisów końcowych.

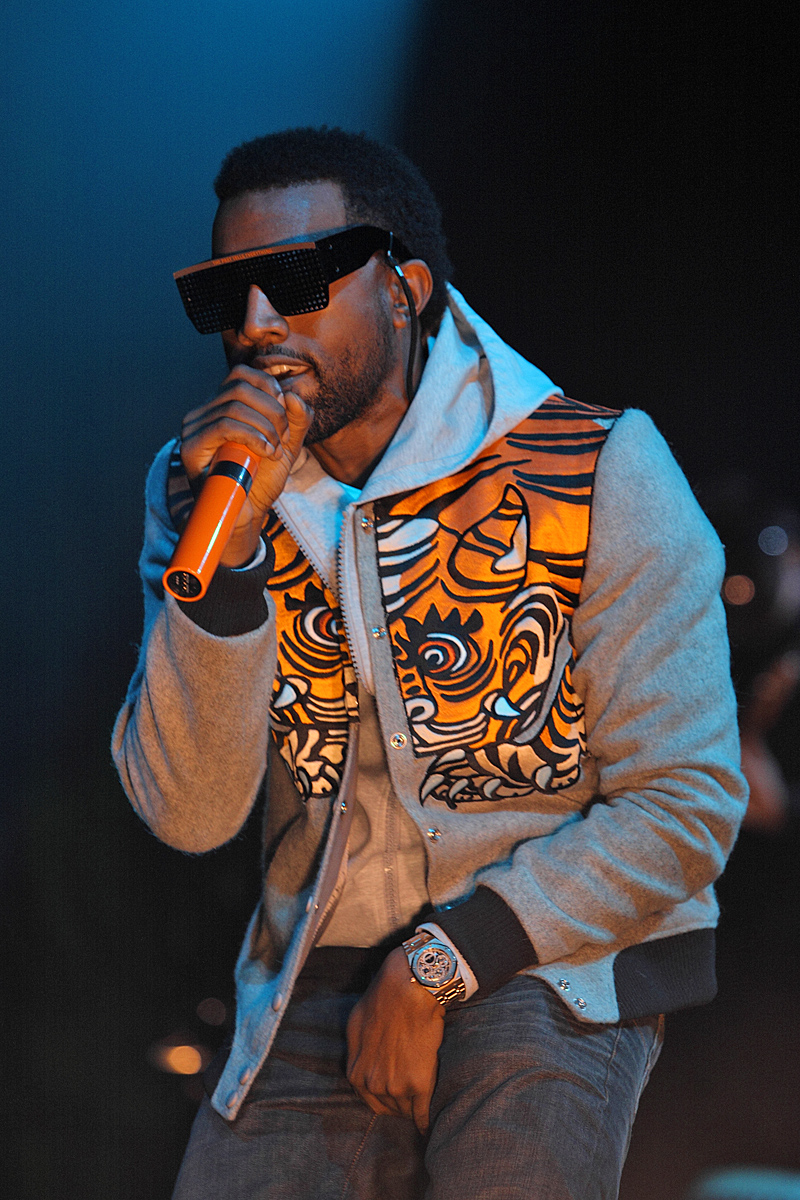
West podczas koncertu w 2008 roku

Podczas gali MTV Video Music Awards, która odbyła się 7 września 2008 roku, West premierowo wykonał nowy utwór, „Love Lockdown”. Piosenka, pozbawiona rapu – zamiast tego zawierająca wyłącznie wokal z użyciem auto-tune, pochodziła z czwartego albumu Kanye, 808s & Heartbreak. Płyta miała w założeniu ukazać się 16 grudnia 2008 roku, jednak we wrześniu artysta poinformował, że zakończył pracę nad materiałem i premiera nowego albumu odbędzie się w listopadzie. Na początku października West niespodziewanie pojawił się na scenie koncertu T.I. w Los Angeles, gdzie ogłosił, że 808s & Heartbreak ukaże się 25 listopada. Ostatecznie płyta wydana została dzień wcześniej, 24 listopada, a drugim promującym ją singlem był „Heartless”. 808s & Heartbreak zadebiutował na 1. miejscu Billboard 200, rozchodząc się w pierwszym tygodniu w nieco ponad 450 tysiącach egzemplarzy na terenie Stanów Zjednoczonych. Album uzyskał status platynowej płyty według RIAA, znajdując ponad 1,6 miliona nabywców na rynku amerykańskim. Witryna internetowa Jam! wyróżniła 808s & Heartbreak jako najlepszy album 2008 roku. Mimo licznych wyróżnień od krytyków, album został niemalże całkowicie pominięty w nominacjach do 51. ceremonii rozdania nagród Grammy, zdobywając zaledwie jedną. Jermaine Hall z magazynu Vibe stwierdził, że wpływ na to mógł mieć incydent z udziałem Westa podczas gali MTV Video Music Awards w 2009 roku, jednak bardziej prawdopodobnym powodem jest zdecydowana zmiana dotychczasowej stylistyki rapera na jego nowej płycie. Mimo braku wyróżnień za 808s & Heartbreak, Kanye zdobył w 2009 roku dwie statuetki Grammy za utwory kolaboracyjne.
W sierpniu 2008 roku West, wraz z Wyclefem Jeanem i N.E.R.D., wystąpił podczas Narodowej Konwencji Partii Demokratycznej w Denver, by wesprzeć kandydaturę Baracka Obamy na urząd prezydenta Stanów Zjednoczonych. W styczniu 2009 roku artysta pojawił się na scenie podczas balu inauguracyjnego dla młodzieży, zorganizowanego przez MTV z okazji inauguracji Obamy. 18 lutego West otrzymał nagrodę Brit Award dla najlepszego artysty międzynarodowego. Jako że nie był on obecny na gali, wyróżnienie zaakceptował w przemowie wideo, w której powiedział: „Barack jest najlepszym międzyrasowym mężczyzną, ale ja jestem dumny z bycia najlepszym międzynarodowym facetem na świecie.”
W kwietniu 2009 roku Kanye nagrał z zespołem 30 Seconds to Mars utwór „Hurricane”, który miał ukazać się na albumie grupy This Is War. Jednak ze względu na spory prawne między wytwórniami artystów, nie doszło do tego. Ostatecznie piosenka wydana została na edycji deluxe This Is War, pod rozszerzonym tytułem „Hurricane 2.0”.

### 2010–2012:My Beautiful Dark Twisted FantasyiWatch the Throne
W maju 2010 roku West gościnnie użyczył swojego głosu postaci Kenny’ego Westa w serialu animowanym telewizji Fox The Cleveland Show.
West spędził pierwszą połowę 2010 roku w Honolulu na Hawajach, pracując nad kolejnym albumem studyjnym, noszącym roboczy tytuł Good Ass Job. Jako swoje muzyczne inspiracje w tworzeniu albumu, Kanye wyróżnił Mayę Angelou, Gila Scott-Herona i Ninę Simone. Po tym jak West wyraził zainteresowanie samplowaniem jednej z piosenek Bon Iver, w studio nagraniowym na Oʻahu zjawił się Justin Vernon; efektem ich prac był gościnny udział wokalny Vernona w kilku nowych utworach, włączając w to „Lost in the World”. Kanye wykonał „Lost in the World” podczas Macy's Thanksgiving Day Parade w Nowym Jorku, w listopadzie 2010 roku.
12 września 2010 roku, podczas gali MTV Video Music Awards, Kanye wykonał wraz z raperem Pusha T premierowy utwór – „Runaway”. Krótko po występie West przyznał, że pracuje nad 35–minutowym filmem krótkometrażowym, opartym na tejże piosence. Obraz był silnie inspirowany film noir i skupia się na upadłym feniksie, w którym zakochuje się Kanye.
Nazwę piątego albumu Kanye została ostatecznie zmieniona na My Beautiful Dark Twisted Fantasy, zaś sama płyta miała premierę 22 listopada 2010 roku. Wydawnictwo zadebiutowało na 1. miejscu listy Billboard 200, rozchodząc się w pierwszym tygodniu w 496 tysiącach egzemplarzy w Stanach Zjednoczonych. Od tego czasu My Beautiful Dark Twisted Fantasy uzyskała status platynowej płyty według RIAA, znajdując ponad milion nabywców na rynku amerykańskim. Album uzyskał bardzo dobre recenzje krytyków muzycznych. Anslem Samuel z XXL przyznał mu perfekcyjną ocenę „XXL”. My Beautiful Dark Twisted Fantasy wybrany został najlepszą płytą roku 2010 przez liczne publikacje, a w tym: Spin, Billboard, Time, Slant, Pitchfork Media, Vibe, Rolling Stone, The Washington Post, The A.V. Club, a także wszystkich trzech dziennikarzy muzycznych dziennika The New York Times (Jona Caramanica, Nate’a Chinena oraz Jona Parelesa). Ten sam tytuł albumowi nadał również The Village Voice w wyniku głosowania przeprowadzonego w gronie krytyków; My Beautiful Dark Twisted Fantasy wygrał największą przewagą w historii tygodnika.

W czerwcu 2018 roku magazyn Rolling Stone opublikował zestawienie 100 najlepszych piosenek XXI wieku, w którym utwór „Runaway” pochodzący z płyty My Beautiful Dark Twisted Fantasy uplasował się na 7. miejscu. 

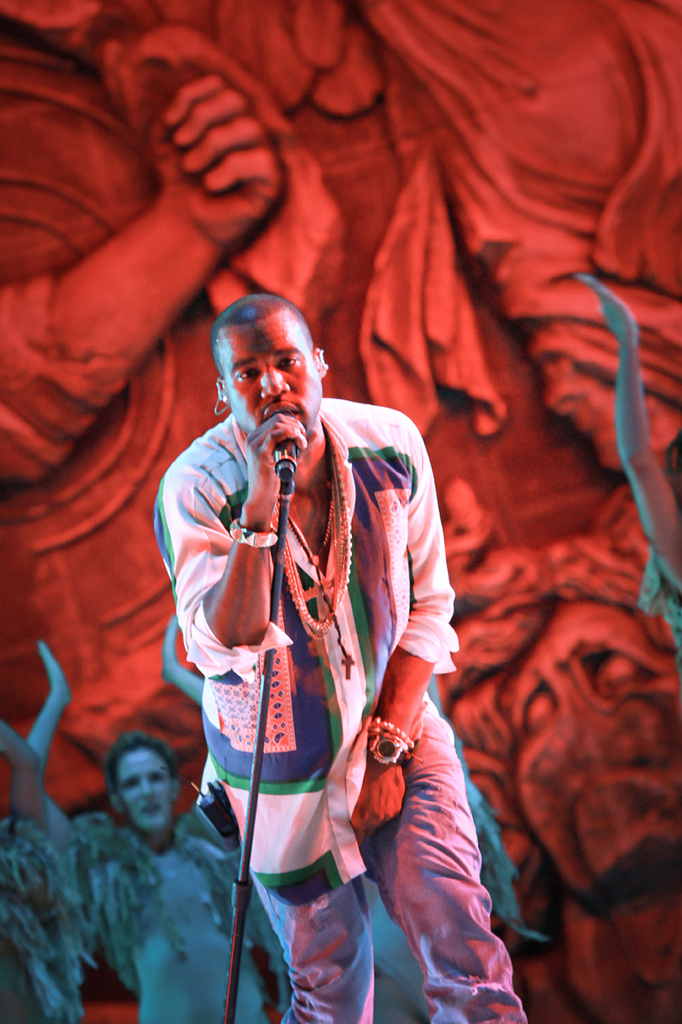
West w 2011 roku

8 sierpnia 2011 roku ukazał się pierwszy w karierze Westa album kolaboracyjny, Watch the Throne, nagrany w duecie z Jayem-Z. Płyta pozostawała w stadium produkcji od sierpnia 2010 roku, kiedy to Kanye zapoczątkował inicjatywę GOOD Friday; polegała ona na premierze nowych utworów w każdy kolejny piątek pomiędzy 20 sierpniem a świętami Bożego Narodzenia w grudniu 2010 roku. Album rozszedł się w pierwszym tygodniu w 436 tysiącach egzemplarzy na terenie Stanów Zjednoczonych i zadebiutował na szczycie Billboard 200 – jako piąta w karierze płyta Westa i dwunasta Jaya-Z, która tego dokonała. Jednocześnie w ciągu debiutanckich siedmiu dni Watch the Throne został zakupiony w iTunes Store w liczbie 290 tysięcy kopii, łamiąc rekord dla największej tygodniowej sprzedaży cyfrowej iTunes w historii.
12 lutego 2012 roku West zdobył cztery statuetki na gali rozdania nagród Grammy, a w tym trzy za album My Beautiful Dark Twisted Fantasy i jedną w kategorii najlepsze wykonanie rap za utwór „Otis”, nagrany w duecie z Jayem-Z, pochodzący z albumu Watch the Throne.

### 2013–2015:Yeezus, single i współpraca z Adidasem
Yeezus ukazał się 18 czerwca 2013 roku jako szósty album studyjny artysty. Za produkcje byli odpowiedzialni m.in. Daft Punk, sam Kanye West, Lupe Fiasco oraz Rick Rubin. Album składał się z 10 utworów i zarówno pod względem długości, jak i ilości piosenek, było to najkrótsze wydawnictwo Westa. Pod względem oprawy muzycznej Yeezus stanowił radykalną zmianę stylu od tego zaprezentowanego na My Beautiful Dark Twisted Fantasy czy Watch the Throne. Brzmienie na płycie było zbliżone do industrialnego hip-hopu i muzyki eksperymentalnej. Mimo początkowego podzielenia słuchaczy, Yeezus zebrał pozytywne opinie krytyki i w wielu profesjonalnych zestawieniach uznany został za najlepszy album 2013. Pozytywną recenzję na temat płyty napisał także amerykański muzyk Lou Reed. Z promocją płyty związana była odbywająca się na kontynentach Ameryki Północnej oraz Oceanii trasa koncertowa The Yeezus Tour, przez krytyków obwołana jednym z najważniejszych wydarzeń muzycznych roku.
31 grudnia 2014 roku West wydał nagrany z Paulem McCartneyem singel „Only One”, do którego teledysk pojawił się 29 stycznia 2015. 23 stycznia miała premierę piosenka „FourFiveSeconds”, nagrana wraz z McCartneyem i Rihanną.
W 2015 West rozpoczął współpracę z firmą Adidas, owocem tejże współpracy stała się linia obuwia o nazwie „Yeezy”.

### 2016–2018:The Life of Pabloi przerwana trasa
W styczniu 2016 West zapowiedział premierę nowej płyty na luty tegoż roku, jednocześnie wydając nowe utwory – „Real Friends” oraz „No More Parties in L.A.” (z gościnnym udziałem Kendricka Lamara). Jako pierwsze nazwy nowej płyty West podawał SWISH oraz Waves, jednak ostatecznie płyta pod nazwą The Life of Pablo ukazała się na rynku 14 lutego 2016 roku. Ogólna opinia krytyki na temat płyty była pozytywna, choć nie tak jednoznacznie jak w przypadku poprzednich wydawnictw muzyka. Wydaniu płyty towarzyszyły kontrowersje, związane głównie z utworem „Famous”, jego skandalizującym teledyskiem i tekstem, którym West zaognił swój konflikt z Taylor Swift.
Tournée promujące płytę, Saint Pablo Tour, rozpoczęło się w sierpniu 2016 i planowo miało potrwać do końca tego roku, jednak z powodu hospitalizacji Westa przerwane zostało w listopadzie po koncercie w Sacramento.

### 2018:Ye i Kids See Ghosts; literatura
Za pośrednictwem swojego konta na Twitterze West zapowiedział, że planuje wydać książkę filozoficzną pt. Break the Simulation. Tym samym sposobem ogłosił także, że w czerwcu odbędą się premiery jego nowych płyt – solowej, nazwanej ye oraz Kids See Ghost, czyli kolaboracji z Kid Cudim. Na swojej oficjalnej stronie internetowej Kanye udostępnił dwa nowe utwory – „Lift Yourself” oraz „Ye vs the People” z gościnnym udziałem T.I. Wyprodukował singlowy utwór „Accelerate”, promujący ósmy album studyjny Christiny Aguilery, Liberation. Na przełomie maja i czerwca 2018 przez pięć tygodni w każdy piątek ukazywał się album produkowany przez Westa. Były to kolejno: Daytona Pushy T, Ye Kanye Westa, Kids See Ghosts grupy Kids See Ghosts (tworzonej przez Kanye Westa i Kida Cudiego), Nasir Nasa oraz K.T.S.E Teyany Taylor. Ye zadebiutował na pierwszym miejscu listy Billboard a Kids See Ghosts na drugim.
Kolejnym singlem było „XTCY”, które na początku miało wejść w skład albumu Ye. We wrześniu miał premierę utwór „I Love It” z Lil Pumpem, który zadebiutował na pierwszym miejscu listy Billboardu. W tym samym miesiącu został zapowiedziany album Yandhi. Nigdy nie został on wydany, jednak niektóre piosenki wyciekły w późniejszym czasie. West wystąpił także w dwóch piosenkach na albumie 6ix9ina Dummy Boy i na pośmiertnej płycie XXXTentaciona Skins.
Kanye wystąpił w programie Saturday Night Live, gdzie wykonał 3 utwory. Wygłosił także przemowę, której nie pokazano w telewizji. Pierwszy koncert Kids See Ghosts odbył się na festiwalu Camp Flog Gnaw Carnival w Los Angeles.

### 2019–2020:Jesus Is Kingi Sunday Service
W styczniu 2019 West zebrał chór, z którym organizował cotygodniowe sesje nazwane Sunday Service. Były tam wykonywane głównie utwory chrześcijańskie oraz świeckie o tekście zmienionym tak, aby mówił o Bogu. Początkowo Sunday Service było dostępne tylko dla zaproszonych gości. Pierwsze wydarzenie dostępne dla publiczności miało miejsce na festiwalu Coachella. W sierpniu 2019 roku został zapowiedziany album Jesus Is King. Od 27 do 29 września odbyły się 3 biletowane wydarzenia, na których West zaprezentował ówczesną wersję płyty oraz film o tym samym tytule. Oficjalna premiera albumu miała miejsce 25 października 2019. Album otrzymał mieszane opinie krytyków, ale uplasował się na pierwszym miejscu listy Billboardu. Wiele piosenek z albumu zostało wykonanych po raz pierwszy w trakcie Sunday Service w The Forum w Inglewood.
Chór razem z Westem występował w różnych miejscach. Występy różniły się od siebie repertuarem oraz stopniem otwarcia dla publiczności. Gościnnie pojawiali się między innymi Kid Cudi, Justin Bieber i Sia. 25 grudnia 2019 premierę miał album Sunday Service Choir Jesus Is Born produkowany przez Westa. Wystawione zostały również dwie opery stworzone przez Westa: Nebuchadnezzar z Sheck Wesem w roli tytułowej oraz Mary. Ostatnie Sunday Service przed ogłoszeniem pandemii odbyło się w Paryżu 1 marca 2020 roku. W wyniku pandemii COVID-19 wydarzenia zostały wstrzymane.

### 2020–2021:Donda
30 czerwca 2020 premierę miał singiel „Wash Us In The Blood” z gościnnym udziałem Travisa Scotta. Miał to być singiel promujący nadchodzący album God’s Country. 13 lipca Kanye opublikował na Twitterze fragment utworu „Donda” nazwanego na cześć jego zmarłej matki. Później zapowiedział premierę albumu o tym samym tytule na 24 lipca. Nazwa albumu została zmieniona na „Donda: With Child” a premiera została opóźniona. 16 października ukazał się utwór „Nah Nah Nah”, a niedługo później jego remix z udziałem DaBaby i 2Chainza. Oprócz tego Kanye wystąpił gościnnie na albumach artystów takich jak: Ty Dolla Sign, SAINt JHN, 2 Chainz i Playboi Carti.
24 kwietnia 2021 Sunday Service wystąpiło na memoriale DMXa na scenie zaprojektowanej przez Westa. Pierwszy raz od ponad roku wydarzenie było transmitowane.

### Inna aktywność
Działalność biznesowa w sierpniu 2008 roku West ogłosił plany otwarcia dziesięciu restauracji Fatburger na terenie Chicago. Pierwsza z nich, umiejscowiona w Orland Park, zaczęła działać we wrześniu tego samego roku. Otwarcie drugiego lokalu nastąpiło w styczniu 2009 roku; procesy związane z oddaniem do użytku trzeciej restauracji pozostają w fazie finalizacji. Należąca do Kanye firma KW Foods LLC wykupiła prawa do marki Fatburger w Chicago.

### Moda
17 lutego 2009 roku West określony został jednym z 10 najbardziej stylowych mężczyzn w Stanach Zjednoczonych według magazynu GQ.
W kwietniu 2009 roku, w sklepach marki Nike premierę miały nowe modele obuwia sportowego – Air Yeezy, zaprojektowane przez Westa i czerpiące nazwę od jego przydomka „Yeezy”.
West, znany prywatnie jako wielbiciel mody, wielokrotnie sam wcielał się w rolę projektanta. 22 stycznia 2009 roku, podczas Paryskiego Tygodnia Mody, po raz pierwszy oficjalnie zaprezentowana została linia obuwia, którą Kanye zaprojektował dla domu mody Louis Vuitton. Modele, w cenach od 870 do 1140 dolarów, pojawiły się w butikach marki latem tego samego roku.
W 2011 roku Kanye stworzył we współpracy z francuską manufakturą M/M ekskluzywną linię jedwabnych apaszek. Pięć wariantów, w jakich były dostępne, powstało pod wpływem inspiracji pracami graficznymi George’a Condo, jakie ten wykonał dla albumu My Beautiful Dark Twisted Fantasy. Apaszki dostępne były w limitowanej ilości – po 100 z każdego modelu, za kwotę około 400 dolarów każda.
Obecnie West pracuje wraz z brytyjską projektantką Louise Goldin nad własną kolekcją odzieży dla kobiet. Część linii została przedstawiona podczas Nowojorskiego Tygodnia Mody, który odbył się we wrześniu 2011 roku.
Aktualnie Kanye West współpracuje z marką Adidas, tworząc Adidas Yeezy Boost. Pod wspólnym szyldem wyszło siedem limitowanych par butów, w tym dwie wersje najpopularniejszego z modeli. Początkowo współpraca obejmowała również ubrania, lecz z powodu złej sprzedaży kolekcji Adidas ogłosił, iż współpraca będzie dotyczyć jedynie obuwia..

### Działalność filantropijna
W 2003 roku West założył fundację Kanye West Foundation. W sierpniu 2007 roku raper poprowadził koncert charytatywny, który odbył się z okazji nawiązania współpracy pomiędzy jego fundacją i Strong American Schools. Wspólne działania obu organizacji mają na celu pomoc latynoskim i afroamerykańskim dzieciom w kontynuacji nauki w szkole i zdobywaniu wykształcenia w każdym stadium edukacji: począwszy od szkół podstawowych, przez średnie, na wyższych skończywszy. Kanye wsparł własną fundację zasilając jej konto o 500 tysięcy dolarów.
West wielokrotnie udzielał się w różnorakich akcjach charytatywnych, a w tym m.in.: Millions More Movement, 100 Black Men of America, koncercie Live Earth, wziął udział w marszu z okazji Światowego Dnia Wody, biegach charytatywnych Nike, akcji MTV na rzecz młodych weteranów wojny w Iraku, a także w programach mających pomóc ofiarom huraganu Katrina.

## Styl i wpływy muzyczne

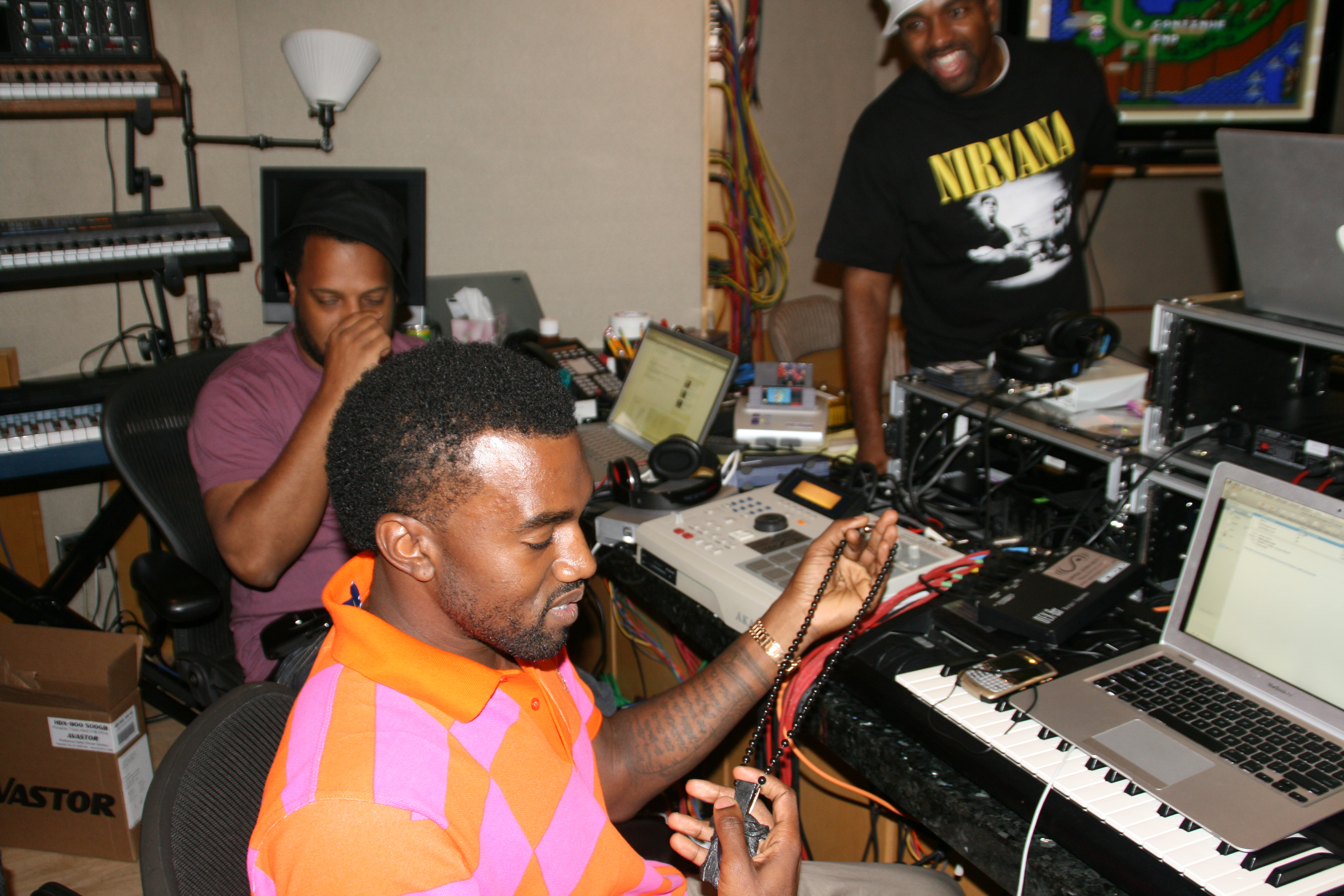
West pracujący w studio z No I.D.

Na początku kariery, styl produkcji Kanye Westa często wykorzystywał sample wokalne, zazwyczaj z soulowych piosenek, połączone z jego własnymi kompozycjami instrumentalnymi. Jego pierwszym ważnym wydawnictwem zawierającym charakterystyczny sampling wokalny był „This Can’t Be Life”, utwór Jaya-Z z albumu The Dynasty: Roc La Familia.

West przyznał, że producent Wu-Tang Clan, RZA, miał bardzo duży wpływ na jego własny styl muzyczny. Poza tym przy wielu okazjach wyróżniał raperów z Wu-Tang – Ghostface Killah i Ol’ Dirty Bastard, jako jednych ze swoich ulubionych artystów:

Wu-Tang? Ja i moi przyjaciele rozmawiamy o tym cały czas... Uważamy, że Wu-Tang wywarł bardzo duży wpływ na muzykę. Od slangu, do stylu ubioru, skeczy i samplingu. RZA wykorzystywał podobny styl produkcji, jakim dziś posługuję się ja.

 Sam RZA wypowiedział się na temat tych porównań w wywiadzie dla magazynu Rolling Stone: 

Darzę Kanye wielkim szacunkiem. Spotkaliśmy się rok albo dwa lata temu, a on zaczął chwalić to, co robię. [...] Kanye jest jednym z największych artystów na świecie. Z kolei my powtarzamy, że ‘Wu-Tang jest wieczny’. Kanye inspiruje ludzi, by stawali się tacy, jak on.

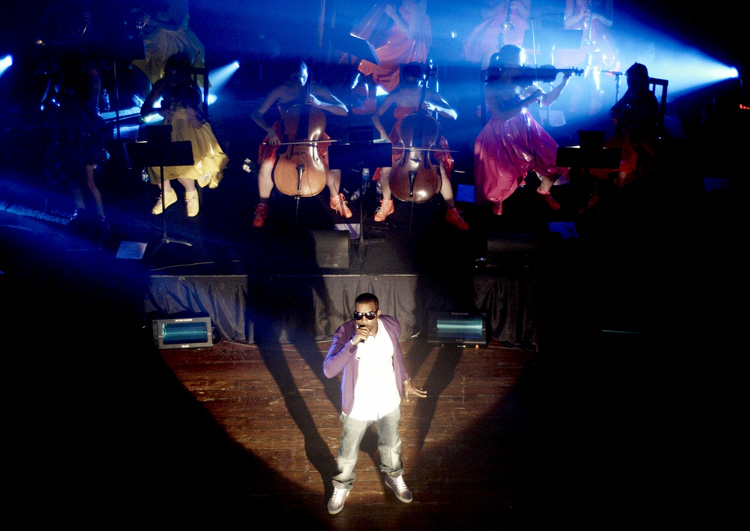
West podczas koncertu w 2007 roku, w tle 11-osobowa sekcja smyczkowa

Podczas gdy na przestrzeni lat Kanye coraz rzadziej wykorzystuje sampling, jego produkcje wciąż zawierają skomplikowane, charakterystyczne aranżacje instrumentalne. Według rapera, ich początki sięgają czasów, gdy West zasłuchiwał się w twórczość grupy trip hopowej Portishead. Jej album koncertowy Roseland NYC Live z 1998 roku, nagrany z udziałem Orkiestry Filharmonii Nowojorskiej, zainspirował Kanye do włączenia do jego hip hopowych produkcji sekcji smyczkowej. W pierwszych latach działalności West nie mógł finansowo pozwolić sobie na wykorzystanie wszystkich instrumentów smyczkowych, z wyjątkiem współpracy z izraelską wiolonczelistką Miri Ben-Ari. Jednak wraz z osiągnięciem sukcesu komercyjnego, Kanye zatrudnił własną, 11-osobową orkiestrę smyczkową. W tamtym okresie, West był jedyną gwiazdą popu, która koncertowała z sekcją smyczkową.
West wielokrotnie powtarzał, że poza pracą częściej od hip hopu słucha muzyki rockowej, wymieniając Franz Ferdinand, Red Hot Chili Peppers oraz The Killers jako jedne ze swoich ulubionych zespołów. Ponadto, tworząc album Graduation, Kanye czerpał inspirację od takich formacji, jak U2, The Rolling Stones i Led Zeppelin. Jako fan muzyki niezależnej, West wykorzystuje swoją stronę internetową, by promować grupy grające indie rocka, publikując ich wideoklipy oraz piosenki w specjalnej sekcji. Raper współpracował również z artystami sceny niezależnej: Santigold, Peter Bjorn and John i Lykke Li.

## Życie prywatne

### Związki

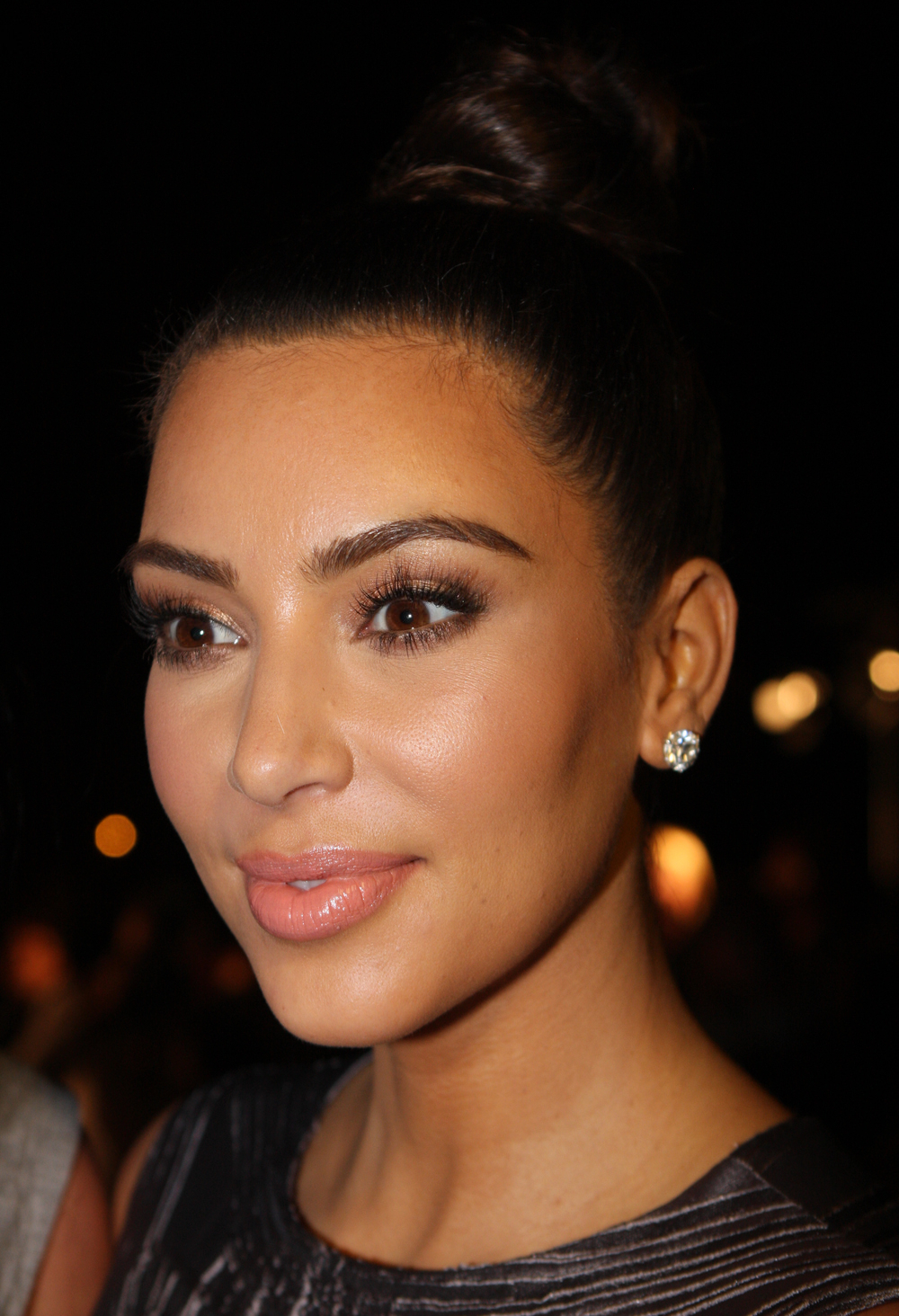
Kim Kardashian – była żona Kanye Westa.

West w 2002 roku zaczął się spotykać z projektantką Alexis Phifer. Cztery lata później oboje się zaręczyli, ale w 2008 roku ich związek się zakończył. W tym samym roku raper zaczął się spotykać z modelką Amber Rose. Ich związek trwał do lata 2010 roku.
W kwietniu 2012 roku West zaczął spotykać się ze swoją długoletnią przyjaciółką – Kim Kardashian. 15 czerwca 2013 przyszła na świat ich córka North West. Kilka miesięcy później, w październiku 2013 roku para zaręczyła się, a 24 maja 2014 roku wzięła ślub. Prywatna ceremonia odbyła się w Forcie Belweder we Florencji. 5 grudnia 2015 roku urodził się ich syn Saint West. Wynajęte surogatki urodziły kolejne dzieci pary: córkę – Chicago (ur. 16 stycznia 2018) oraz syna o imieniu Psalm (ur. 10 maja 2019). Para rozwiodła się w 2022.

### Śmierć matki
10 listopada 2007 roku matka Kanye, Donda West, zmarła w wieku 58 lat, w wyniku komplikacji spowodowanych operacjami plastycznymi – zmniejszeniem piersi i abdominoplastyką. Chirurg plastyczny Andre Aboolian odmówił wykonania zabiegów, uważając, że stan zdrowia Dondy West może powodować ryzyko wystąpienia zawału serca. Aboolian odesłał ją do lekarza, który miał zbadać pracę jej serca. Jednak Donda nigdy nie udała się do specjalisty i poddała się operacjom, które wykonał doktor Jan Adams.

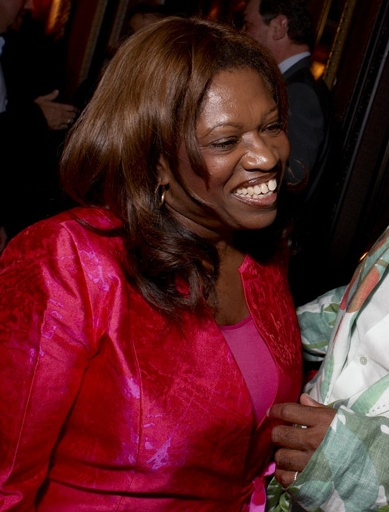
Donda West w sierpniu 2007 roku

Adams wysłał kondolencje rodzinie Dondy, jednak odmówił publicznego omawiania procedur operacyjnych ze względu na umowę poufności. Adams był w przeszłości dwukrotnie oskarżony o działania niezgodne z etyką lekarską i dwukrotnie przegrał sprawy sądowe; prowadzone było również postępowanie w sprawie odebrania mu uprawnień medycznych. 20 listopada 2007 roku Adams miał pojawić się w Larry King Live, jednak opuścił studio tuż przed swoim występem. Dwa dni później ponownie zjawił się w programie, jednak już w obecności pełnomocnika, twierdząc, że jest tu wyłącznie po to, by się bronić. Adams przyznał, że niedawno opublikowane wyniki autopsji mówią „same za siebie”. Finałowy raport koronera, upubliczniony 10 stycznia 2008 roku, za przyczynę śmierci Dondy podał „chorobę wieńcową i wiele pooperacyjnych czynników powstałych z powodu lub w wyniku liposukcji i mammoplastyki”. Pogrzeb Dondy West odbył się 20 listopada 2007 roku w Oklahoma City.
Dwa dni po pogrzebie Dondy, w londyńskiej arenie The O2, West zagrał swój pierwszy koncert od śmierci matki. Zadedykował jej wykonania dwóch utworów: „Hey Mama” oraz „Don’t Stop Believin'” (cover piosenki zespołu Journey). To samo robił podczas wszystkich pozostałych występów w ramach trasy Glow in the Dark.
Podczas konferencji prasowej w Nowej Zelandii, w grudniu 2008 roku, West po raz pierwszy wypowiedział się o śmierci swojej matki, mówiąc: „To było jak utrata ramienia i nogi, i próba normalnego chodzenia mimo ich braku.”
W reakcji na sprawę Dondy West, gubernator stanu Kalifornia Arnold Schwarzenegger podpisał, a zarazem wprowadził w życie ustawę „Donda West Law”, która narzuca obowiązek posiadania przez pacjentów aktualnego świadectwa zdrowia, aby móc poddać się części operacji plastycznych.

### Problemy z prawem
W grudniu 2006 roku Robert „Evel” Knievel pozwał Westa za naruszenie praw do znaku towarowego w jego wideoklipie do utworu „Touch the Sky”. Knievel uznał, że „wulgarne i obraźliwe” obrazy w teledysku naruszają jego wizerunek. W klipie do „Touch the Sky” pojawia się bowiem postać „Evela Kanyevela”, który za pomocą rakiety próbuje przelecieć nad kanionem. Knievel domagał się odszkodowania oraz zaprzestania rozpowszechniania teledysku. Z kolei przedstawiciele Kanye argumentowali, że wideoklip ma charakter satyry i kwalifikuje się do 1. poprawki do Konstytucji Stanów Zjednoczonych. Na kilka dni przed swoją śmiercią w listopadzie 2007 roku, Knievel polubownie rozwiązał sprawę, po osobistym spotkaniu z Westem. Opisał on później rapera jako „świetnego faceta i dżentelmena”.
11 września 2008 roku West i jego ochroniarz/menedżer trasy Don „Don C.” Crowley zostali aresztowani na lotnisku Los Angeles International Airport pod zarzutem wandalizmu. Dwójka wdała się w szarpaninę z paparazzi, niszcząc ich aparaty. Po wpłaceniu 20 tysięcy dolarów grzywny, West został zwolniony z posterunku policji Los Angeles Police Department w Culver City. 26 listopada prokuratura okręgowa zdecydowała, że zarzuty nie zostaną wpisane do kartoteki artysty. Zamiast tego, oskarżono go o wandalizm i naruszenie cudzego mienia.
14 listopada 2008 roku West został aresztowany ponownie, w wyniku kolejnej kłótni z paparazzi pod klubem nocnym w Newcastle upon Tyne. Zgodnie z oświadczeniem rzecznika policji, raper został zwolniony z posterunku bez podejmowania dalszych kroków prawnych.

### Zdrowie psychiczne
Kanye West zmagał się z depresją. Muzyk wyznał, że w 2010 roku rozważał popełnienie samobójstwa.
19 listopada 2016 podczas koncertu w Sacramento, West po zaśpiewaniu pięciu utworów wygłosił przemowę, w której stwierdził, iż gdyby głosował w wyborach prezydenckich, poparłby Donalda Trumpa, a następnie odniósł się do Jaya Z, aby ten nie nasyłał na niego morderców. Po tych zdarzeniach opuścił scenę. Nazajutrz został przewieziony do UCLA Medical Center, z podejrzeniami halucynacji i paranoi. W związku z tym faktem odwołano resztę koncertów The Life of Pablo Tour. W pierwszej ocenie lekarzy West był skrajnie przemęczony i cierpiał na „tymczasową psychozę”, a w trakcie pobytu widoczne były u niego stany depresyjne, mimo to nie postawiono oficjalnej diagnozy. Przyczyną złego stanu psychicznego Westa miał być niedawny napad na jego żonę oraz kolejna rocznica śmierci jego matki. 30 listopada 2016 West został wypuszczony ze szpitala.
Po wydaniu albumu „Ye” w 2018 roku zdiagnozowano u muzyka chorobę afektywną dwubiegunową.

## Poglądy
W 2019 roku Kanye, przy okazji premiery swojego albumu „Jesus Is King”, ogłosił swoje nawrócenie na chrześcijaństwo. 22 sierpnia 2005 roku telewizja MTV wyemitowała program specjalny All Eyes on Kanye West, w którym West oficjalnie sprzeciwił się zjawisku homofobii w branży hip hopowej, twierdząc: „Głośne wyrażanie własnych poglądów i łamanie barier zawsze było istotą hip hopu, jednak obecnie wszyscy ze środowiska hip hopowego dyskryminują homoseksualistów.” Swoje słowa poparł osobistymi doświadczeniami – przyznał, że momentem zwrotnym w jego postawie był okres, kiedy dowiedział się, że jeden z jego kuzynów jest gejem. Kanye zarysował podobieństwa pomiędzy walką Afroamerykanów o wolność a współczesnymi ruchami na rzecz praw osób homoseksualnych.
Kanye West popiera Donalda Trumpa i ruch pro-life. Jego zdaniem Demokraci zmuszają czarnych Amerykanów do aborcji.

## Kontrowersje

### Media i polityka
West wielokrotnie wywoływał kontrowersje medialne. 2 września 2005 roku, podczas charytatywnego koncertu na rzecz ofiar huraganu Katrina A Concert for Hurricane Relief, transmitowanego przez NBC, West miał być jednym z prezenterów. Kiedy raper w duecie z aktorem Mikiem Myersem zaczęli przemowę, w pierwszej części tekstu Kanye znacznie odbiegł od scenariusza. Następnie swoją kwestię wypowiadał Myers, postępując zgodnie z planem. Kiedy kamera skierowała się na Westa, który miał przedstawić drugą część swojego przekazu, ten powiedział: „George Bush nie dba o czarnych ludzi”. W tym momencie realizator wyłączył mu mikrofon i skierował kamerę na Chrisa Tuckera, który przez kilka sekund nie był świadomy, że jest filmowany. Sam Bush przyznał w późniejszym wywiadzie, iż był to jeden z „najbardziej obrzydliwych momentów” jego prezydencji.
W styczniu 2006 roku West wywołał kolejne kontrowersje, kiedy pojawił się na okładce magazynu Rolling Stone w wizerunku Jezusa, z cierniową koroną na głowie.
W listopadzie 2010 roku, podczas wywiadu z Mattem Lauerem dla programu NBC Today Show, West wyraził ubolewanie nad swoimi słowami wobec Busha, twierdząc: „nie miałem podstaw, by nazywać Busha rasistą”. Następnie dodał: „Wierzę, że w sytuacjach, które są pełne emocji – my, jako istoty ludzkie, nie zawsze obieramy nasze myśli we właściwe słowa.” Kolejnego dnia Lauer przeprowadzał wywiad z Bushem, który docenił przeprosiny rapera, mówiąc: „Nie mam w naturze nienawiści. [...] Nie czuję nienawiści do Kanye Westa. Mówiłem raczej o całym środowisku, w którym ludzie mówią rzeczy, by krzywdzić innych. Nikt nie chce być nazwany rasistą, kiedy w sercu wierzy w równość ras.”
Reakcje na słowa Westa były różne, jako że nie wszyscy uznali, iż West powinien przepraszać Busha. „Nie liczyły się słowa, ale esencja uczucia, które narastało w naszej społeczności zbyt długo.”, powiedział współzałożyciel wytwórni Def Jam, Russell Simmons. Z kolei dr Boyce Watkins stwierdził, że „Bush nie zasługiwał na przeprosiny; nie przepraszasz przestępcy, gdy opowiadasz o jego zbrodniach”.
Zdeklarowany nazista; 1 grudnia 2022 roku wystąpił w wideo w dezinformacyjnym serwisie InfoWars razem z twórcą teorii spiskowych Alexem Jonesem, stwierdzając, że „widzi dobro w Hitlerze”, zaprzeczając realności Holocaustu i oskarżając Żydów o rozpowszechnianie pornografii.

### Ceremonie rozdania nagród
W 2004 roku West uczestniczył w swoim pierwszym z licznych incydentów podczas różnych ceremonii rozdania nagród muzycznych. Na gali American Music Awards raper wybiegł z sali, gdy okazało się, że przegrał statuetkę dla najlepszego debiutu na rzecz wokalistki country Gretchen Wilson. Później skomentował to słowami: 

Poczułem się tak, jakby ktoś mnie okradł. [...] To ja byłem najlepszym nowym artystą tego roku.

 Po ogłoszeniu nominacji do nagród Grammy w 2006 roku, Kanye stwierdził, że „będzie mieć problem”, jeśli nie wygra w kategorii Album of the Year. Następnie powiedział: 

Nie obchodzi mnie, co robię. Nie dbam o to, jak wiele wygłupów popełniłem – nigdy nie zaprzeczycie, jak wiele pracy włożyłem w tę płytę. Nie chcę słuchać tych politycznie poprawnych tekstów.

 2 listopada 2006 roku, kiedy jego „Touch the Sky” nie zdobył wyróżnienia dla najlepszego wideoklipu na gali MTV Europe Music Awards, Kanye wszedł na scenę, gdy nagrodę odbierały zespoły Justice oraz Simian i zaczął sprzeczać się o to, iż to on powinien był wygrać. 7 listopada, kiedy otwierał koncert U2 w Brisbane, West oficjalnie przeprosił za swoje zachowanie. Kanye sparodiował później swój incydent z gali EMA w programie Saturday Night Live.
9 września 2007 roku West zasugerował, że jego rasa miała wpływ na to, iż nie otworzył swoim występem gali MTV Video Music Awards, a zamiast niego zrobiła to Britney Spears, twierdząc: „Może z moim kolorem skóry jest coś nie tak”. Tej samej nocy Kanye przegrał we wszystkich pięciu kategoriach, w których był nominowany. Był to jednocześnie drugi rok z rzędu, kiedy nie zdobył on żadnego wyróżnienia VMA. Po zakończeniu show raper powiedział, że już nigdy więcej nie wróci do MTV. W kilku stacjach radiowych powtórzył również, że jego marzeniem było, by otworzyć galę z piosenką „Stronger”. Uznał on ponadto, że Spears od długiego czasu nie wydała żadnego hitu, i że MTV wybrało ją po to, by podnieść oglądalność ceremonii.
13 września 2009 roku, podczas gali MTV Video Music Awards, kiedy Taylor Swift przyjmowała nagrodę dla najlepszego żeńskiego wideoklipu za „You Belong with Me”, West wkroczył na scenę, zabrał jej mikrofon i oznajmił, że klip Beyoncé do „Single Ladies (Put a Ring on It)”, nominowany w tej samej kategorii, był „jednym z najlepszych teledysków wszech czasów”. Za swoje zachowanie Kanye został usunięty z sali. Kiedy kilkanaście minut później Beyoncé wygrała statuetkę dla najlepszego wideoklipu roku za „Single Ladies (Put a Ring on It)”, zaprosiła Swift na scenę, by ta dokończyła swoją przemowę. West został skrytykowany przez liczne grono gwiazd i prezydenta Baracka Obamę, który nieoficjalnie nazwał go „dupkiem”. Słowa Westa podczas VMA zyskały dużą popularność na internetowych blogach, forach oraz w serwisie Twitter, gdzie zamieszczano różne materiały z frazą „Let you finish”. Kanye dwukrotnie publikował przeprosiny za ten incydent na swoim blogu; pierwsze – jeszcze tej samej nocy, drugie – 14 września 2009 roku, w tym samym dniu, w którym raper pojawił się w The Jay Leno Show, gdzie po raz kolejny przeprosił Taylor. Dwa dni po wydarzeniu Swift gościła w programie The View, w którym opowiedziała o sytuacji. W reakcji na jej wizytę, West zadzwonił do niej, by osobiście przeprosić za swoje zachowanie. Wokalistka przyznała, że przyjęła jego przeprosiny.

## Dyskografia
Albumy solowe
- The College Dropout (2004)
- Late Registration (2005)
- Graduation (2007)
- 808s & Heartbreak (2008)
- My Beautiful Dark Twisted Fantasy (2010)
- Yeezus (2013)
- The Life of Pablo (2016)
- Ye (2018)
- Jesus Is King (2019)
- Donda (2021)
- Donda 2 (2025)

Współprace
- Watch the Throne (2011) (z Jayem-Z)
- Cruel Summer (2012) (jako GOOD Music)
- Kids See Ghosts (2018) (z Kid Cudim)
- Vultures (2024) (z Ty Dolla $ignem)
- Vultures 2 (2024) (z Ty Dolla $ignem)